# Tyta astroites
Tyta astroites är en fjärilsart som beskrevs av Geoffroy 1785. Tyta astroites ingår i släktet Tyta och familjen nattflyn. Inga underarter finns listade i Catalogue of Life.